# Westerville (Nebraska)
Westerville es un lugar designado por el censo ubicado en el condado de Custer en el estado estadounidense de Nebraska. En el Censo de 2010 tenía una población de 39 habitantes y una densidad poblacional de 114,95 personas por km².

## Geografía
Según la Oficina del Censo de los Estados Unidos, Westerville tiene una superficie total de 0.34 km², de la cual 0.34 km² corresponden a tierra firme y (0%) 0 km² es agua.

## Demografía
Según el censo de 2010, había 39 personas residiendo en Westerville. La densidad de población era de 114,95 hab./km². De los 39 habitantes, Westerville estaba compuesto por el 97.44% blancos, el 0% eran afroamericanos, el 0% eran amerindios, el 0% eran asiáticos, el 0% eran isleños del Pacífico, el 2.56% eran de otras razas y el 0% pertenecían a dos o más razas. Del total de la población el 5.13% eran hispanos o latinos de cualquier raza.